# Worldwatch Institute
Het Worldwatch Institute is een Amerikaanse "denktank". Het instituut is gevestigd in Washington D.C. en doet wereldwijd milieuonderzoek. Het neemt een vooraanstaande plaats in op het gebied van onderzoek naar duurzame ontwikkeling op wereldschaal.
Het instituut is in 1974 opgericht door Lester R. Brown.

## Missie
De missie van het Worldwatch instituut is om door middel van onderzoek en informatie-verspreiding bij te dragen aan de transitie naar een duurzame wereld. Doelstellingen zijn: universele toegang tot duurzame energie en gezond voedsel, groei van milieuvriendelijke werkgelegenheid en economische ontwikkeling, een omslag van consumptiemaatschappij naar duurzaamheid, en het stoppen van de groei van de wereldbevolking.
Het instituut tracht zijn doelen te bereiken door het uitvoeren van programma's op drie gebieden:
- Klimaat en energie
- Voedsel en landbouw
- Milieu en samenleving

## State of the World
De bekendste publicatie van het Worldwatch Institute is het jaarlijks gepubliceerde "State of the World (de toestand van de wereld):
De State of the World rapporten verschijnen sinds 1984. Aanvankelijk hadden ze het karakter van een jaarboek, waarin werd aangegeven in welke mate duurzaamheidsdoelstellingen wereldwijd werden gerealiseerd (of niet). Vanaf 2004 kregen de rapporten een meer thematisch karakter. 
Enkele recente State of the World rapporten zijn:
- 2017: EarthEd: Rethinking Education on a Changing Planet. Washington DC : Island Press[4]
- 2016: Can a City Be Sustainable?[5]
- 2015: About Confronting Hidden Threats to Sustainability.[6]
- 2014: Governing for Sustainability. (Uitgegeven in acht talen; niet in het Nederlands).[7]
- 2013: Is Sustainability Still Possible?[8]

## Andere publicaties
Naast de State of the World rapporten publiceert het Worldwatch Institute ook allerlei andere rapporten, zoals de Worldwatch Reports. Een aantal daarvan kan gratis worden gedownload van de website van het instituut.
Het instituut geeft daarnaast ook Worldwatch papers uit.
Een andere publicatiereeks van het Worldwatch Institute vormen de Vital Signs. Hierin worden de "trends" gevolgd, die de toekomst van de planeet zullen gaan beïnvloeden. Er verschijnen regelmatig papieren edities, en er is ook een Vital Signs Online, ingedeeld in verschillende categorieën.